# Vukan, Pernik
Vukan (în bulgară Вукан) este un sat în comuna Trăn, regiunea Pernik,  Bulgaria. 

## Demografie
Componența etnică a satului Vukan
     Bulgari (60%)
     Romi (40%)
     Nicio identificare (0%)
     Altele (0%)
La recensământul din 2011, populația satului Vukan era de 25 locuitori. Din punct de vedere etnic, majoritatea locuitorilor (60%) erau bulgari, cu o minoritate de romi (40%). Pentru 0% din locuitori nu este cunoscută apartenența etnică.